# Топільцин

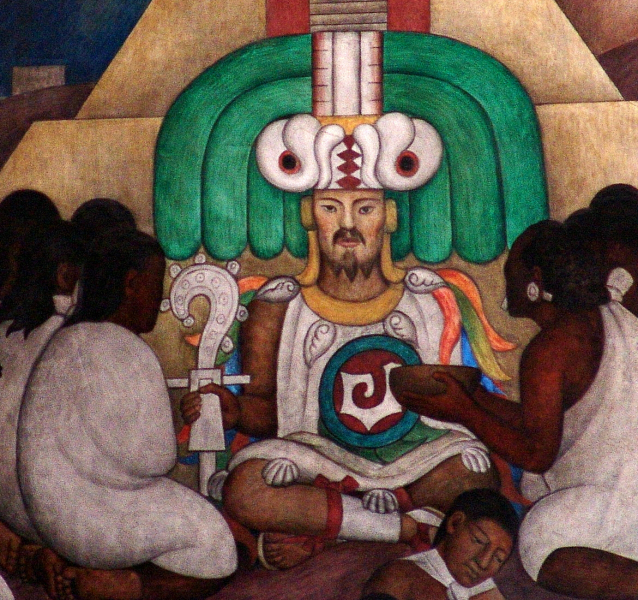
Топільцин. Фрагмент фрески Дієго Рівери у Національному палаці (Мехіко)

Топільцин, Се Акатль Накшитль Топільцин Кетцалькоатль (науатль Tō-pīltzin, ісп. Topiltzin, 895 — після 947) — тольтецький релігійний та політичний діяч X ст., син Мішкоатля, онук володаря тольтеків Мітла.
Зростав сиротою, оскільки мати померла при родах, а батько невдовзі загинув за загадкових обставин. У дев'ять років вирішив присвятити себе служінню богу мудрості Кетцалькоатлю, головне святилище якого знаходилося в Тепостлані. З часом став верховним жерцем Кетцалькоатля, що здійснював і світську владу над Тепостланом. Спираючись на Тепостлан і заснований Мішкоатлем Кулуакан, в 925 р. розгромив Ігуітімаля і урочисто вступив у Тулу, об'єднавши під своєю владою усю тольтецьку державу.

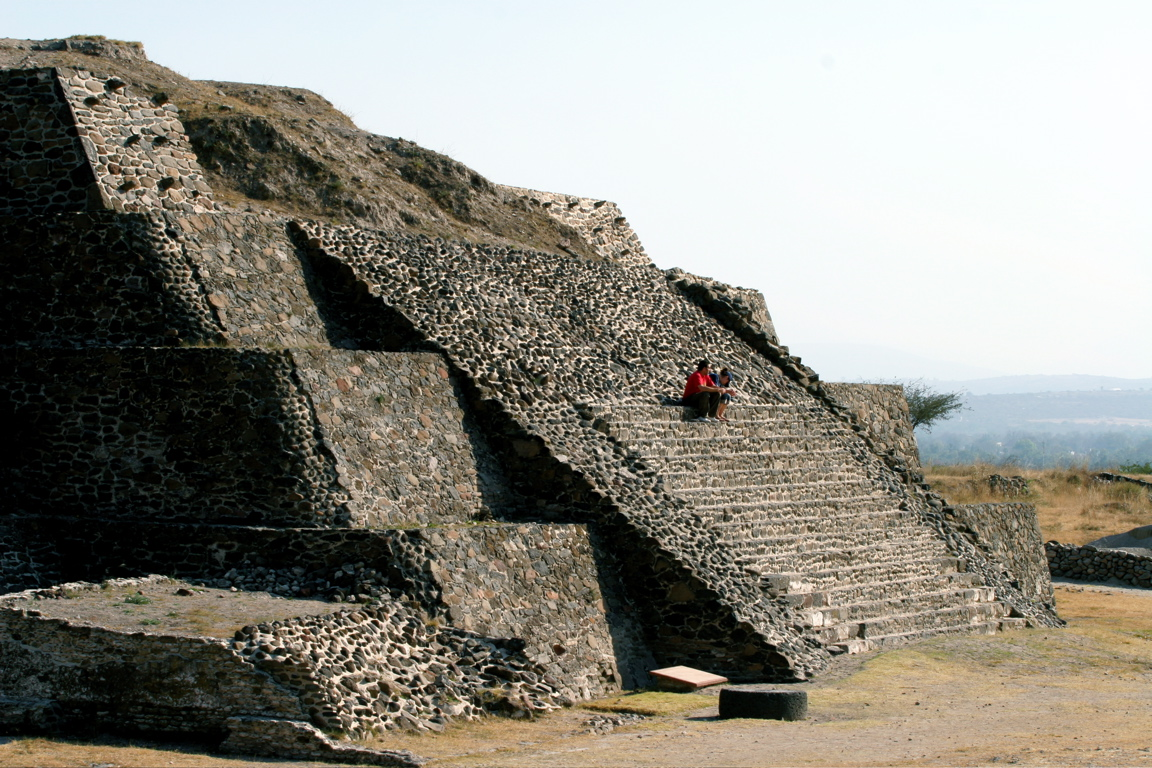
Залишки храму Кетцалькоатля, зведеного Топільцином у Тулі

Топільцин замінив вищих чиновників і військових командувачів відданими йому людьми. І розпочав реформи у дусі створеного ним нового вчення, що отримало назву «тольтекойотль» (тобто «тольтецький дух») і було спробою синкретично поєднати традиції тольтеків із звичаями підкорених ними народів («ноновальків»), насамперед нащадків теотіуаканців. Топільцин, зокрема, вимагав поваги не лише до військових звитяг, але й до мирної праці, подолання дискримінації за етнічною ознакою, припинення людських жертвоприношень. Пізніше з іменем Топільцина пов'язували також запровадження піктографічної писемності, календаря з 52-річнім циклом, впорядкування музичних і танцювальних канонів, проведення медичних досліджень і навіть винайдення шоколаду — точніше напою з какао-бобів — та кольорової бавовни. Правління цього володаря і справді супроводжувалося господарським і громадським піднесенням. Тула перетворилася на велике місто з населенням близько 40 тисяч мешканців. Збереглися згадки про перевиробництво кукурудзи — явище для доколумбової Америки нечуване. Топільцин звів у столиці новий храм Кетцалькоатля, прикрашений золотом, бірюзою і яшмою.
Нововведення Топільцина викликали відчайдушний спротив жерців традиційних культів — насамперед Тескатліпоки. Опозицію очолив жрець Тітлаукан, що зазнав від правителя смертельної образи. Врешті решт жерці дискредитували Топільцина в очах його підданих і змусили його в 947 році залишити Тулу — разом із кількома тисячами прихильників. Вони вирушили до узбережжя Мексиканської затоки, де збудували флот і відпливли до берегів Юкатану. Маянські джерела підтверджують переселення частини тольтеків на чолі з верховним жерцем Кетцалькоатля (Кукулькана) до Юкатану після 968 року, проте хто очолював вторгнення — сам Топільцин, або ж хтось з його наступників, який успадкував від Топільцина посаду верховного жерця, — стверджувати напевно наразі не можна.